# Музирьов Дмитро Олександрович
Дмитро Олександрович Музирьов — український веслувальник, тренер та правоохоронець, старший лейтенант поліції, співробітник роти поліції особливого призначення Національної поліції України у Чернігівській області. Кандидат у майстри спорту з веслування байдарках та каное, призер Всеукраїнських змагань з драгонботу (веслування на човнах «Дракон»)

## Обставини загибелі
Загинув в с. Киїнка, яке російські війська обстрілювали боєприпасами касетного типу з Михайло-Коцюбинського з РСЗВ «Смерч».

## Нагороди
- орден «За мужність» III ступеня (2022, посмертно) — за особисту мужність і самовіддані дії, виявлені у захисті державного суверенітету та територіальної цілісності України, вірність військовій присязі.

## Дивіться також
- Список українських спортсменів, тренерів і функціонерів, що загинули під час Революції гідності чи внаслідок російської агресії в Україні

| Емблема Збройних сил України | Це незавершена стаття про військового чи військову Збройних сил України. Ви можете допомогти проєкту, виправивши або дописавши її. |